# Tristaniopsis glauca
Tristaniopsis glauca är en myrtenväxtart som beskrevs av Adolphe-Théodore Brongniart och Jean Antoine Arthur Gris. Tristaniopsis glauca ingår i släktet Tristaniopsis och familjen myrtenväxter. Inga underarter finns listade i Catalogue of Life.